# Pyong Lee
Jaime Young-Lae Cho (São Paulo, 23 septembre 1992), mieux connu sous le nom de Pyong Lee, est un illusionniste coréen-brésilien, hypnologue et youtuber,,.
Pyong Lee possède une chaîne dédiée à l'hypnose, qui compte plus de sept millions d'abonnés,. En 2018, il a été sélectionné pour la liste des moins de 30 ans du magazine Forbes Brasil, qui rassemble 90 personnalités exceptionnelles de moins de 30 ans, est marié à l'influenceur Sammy Lee et ensemble ils ont un fils nommé Jake, né en février 2020.

## Biographie
Pyong Lee est né dans la ville de São Paulo, en 1992. Son père était un immigrant sud-coréen qui a rencontré sa mère au Brésil. Selon le récit d'une des vidéos de sa chaîne, intitulée " HISTOIRE DE MA VIE ", alors qu'il avait neuf ans, Pyong a vu sa mère quitter la maison après une dispute avec son père et, depuis lors, il ne l'a plus vue. Dans le même temps, son père a perdu son emploi après avoir été trahi par son partenaire et est entré dans une profonde dépression. Vivant dans des conditions précaires, Pyong et ses deux jeunes frères Felipe et Thiago ont été élevés par leurs grands-parents et, plus tard, par leur oncle,.
Adolescent, il a montré une vocation pour la danse et plus tard pour la magie, ce qui lui a valu des présentations sur plusieurs programmes de télévision, tels que le programme Silvio Santos, le programme Ratinho, Domingão do Faustão, le programme Sabrina, Legendários et Eliana . Après avoir obtenu son diplôme en droit à l' Universidade Paulista, il a suscité de l'intérêt et s'est spécialisé dans l'hypnose,. Il fait actuellement la démonstration avec plusieurs invités célèbres sur sa chaîne et dirige un centre d'hypnose clinique appelé l'Institut Quasar,.
En 2020, il faisait partie des personnes sélectionnées pour participer à la 20e saison de la téléréalité Big Brother Brasil, faisant partie du groupe d'invités célèbres invités par la production. Dans l' émission de téléréalité, Pyong était le huitième éliminé du différend, laissant 51,70% des voix face aux participants Babu Santana et Rafa Kalimann dans un mur qui comptait 385 millions de voix,.

## Vie privée
Il est marié à l'influenceuse Sammy Lee, avec qui il a un fils nommé Jake, né le 16 février 2020.

## Controverses
En mars 2020, Bianca Andrade - l'une des participantes à la vingtième saison de la téléréalité Big Brother Brasil - a déclaré que Pyong Lee l'aurait harcelée ainsi que deux autres collègues de confinement. Au cours du mois précédant le communiqué, la police civile de l'État de Rio de Janeiro avait déjà informé qu'un enregistrement avait été réalisé pour vérifier le comportement de l'hypnologue lors de sa participation à la téléréalité. Le comportement du youtubeur a été commenté par Felipe Neto - un collègue professionnel de Pyong - et critiqué par le public. Dans un communiqué, le bureau de presse de l'illusionniste a déclaré que "toutes les personnes impliquées ont clairement indiqué qu'elles n'étaient pas gênées".

## Filmographie

### Cinéma
| Année | Le titre            | Personnage | Remarques    |
| ----- | ------------------- | ---------- | ------------ |
| 2017  | Mes 15 ans: le film | Fábio      | Long métrage |

### Clip vidéo
| Année | Le titre       | Artiste  | Producteur    |
| ----- | -------------- | -------- | ------------- |
| 2012  | Hé DJ ft. Pjay | Bia Boss | Équipe Soundz |

### Télévision
| Année     | Le titre              | Personnage                     | Remarques                              | Ref.   |
| --------- | --------------------- | ------------------------------ | -------------------------------------- | ------ |
| 2016      | Intubé                | Lui-même                       | Saison 1                               | [ 21 ] |
| 2017-2018 | Caméras cachées       | Pastèque (contrôle / doublage) | "Talking Fruits" et "Talking Fruits 3" | [ 22 ] |
| 2020      | Big Brother Brésil    | Participant                    | Saison 20                              | [ 23 ] |
| 2021      | Bake Off Celebridades | Participant                    | Saison 1                               |        |
| 2021      | Ilha Record           | Participant                    | Saison 1                               |        |

### Internet
| Année          | Le titre       | Poste        | Plateforme |
| -------------- | -------------- | ------------ | ---------- |
| 2014 - présent | Pyong Lee      | Présentateur | YouTube    |
| 2017-2018      | FitDance Stars | Participant  | YouTube    |

## Livres
- Hypnose : découvrez la puissance de votre esprit, Editora Outro Planeta Brasil, 2018  (ISBN 978-8542213331).